# Піранометр

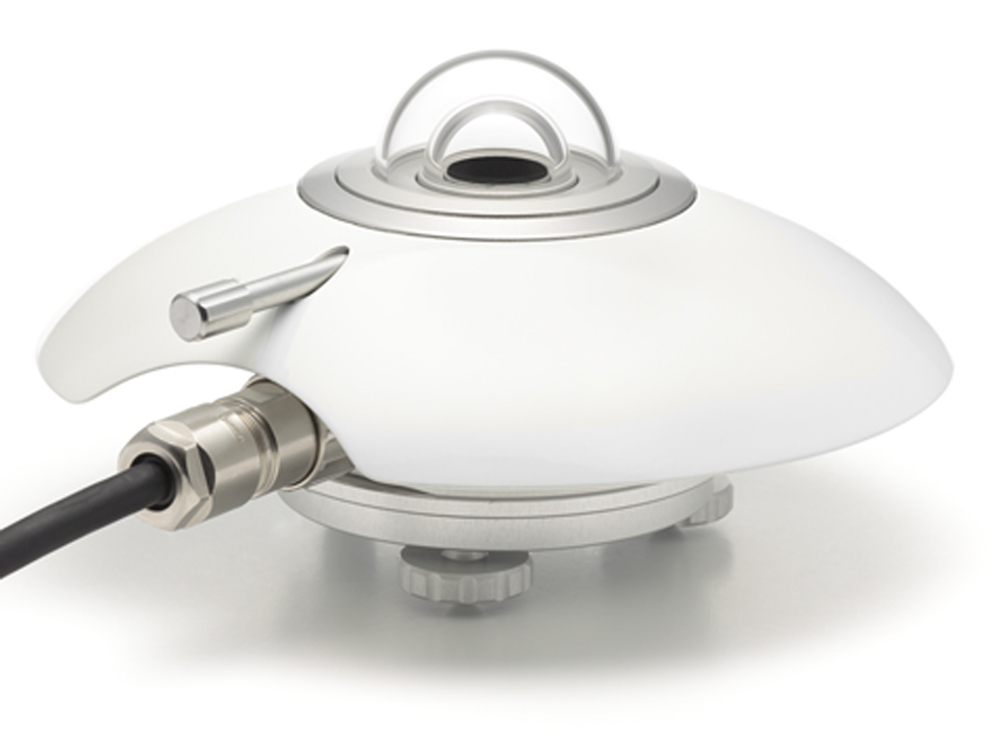
Сучасний піранометр. Видно основні частини приладу: подвійний скляний ковпак, металевий корпус, чорний датчик, протисонячний екран, регульована по висоті ніжка.

Пірано́метр (грец. πῦρ + άνω + μέτρον — вогонь + нагорі + міра) — у актинометрії — прилад, що використовується для вимірювання сонячної радіації, яка потрапляє на поверхню. Прилад спеціально розроблений, щоб вимірювати щільність потоку сонячного випромінювання (тобто в ватах на квадратний метр), вихідного з усією верхньою півсфери. Стандартний піранометр не вимагає електроживлення.
Як датчик піранометра використовуються (залежно від вимірюваного діапазону частот) або термопари, пофарбовані чорною фарбою, або фотодіод. Датчик поміщається під прозорий скляний або пластиковий ковпак для захисту від зовнішнього впливу.
Піранометри застосовуються в метеорології, кліматології, а також в установках сонячних батарей.
Різновидом піранометра є соляріметр — прилад для вимірювання сумарної сонячної радіації.